# 大分市立碩田学園
大分市立碩田学園（おおいたしりつせきでんがくえん）は、大分県大分市碩田町にある小中一貫教育を行う公立義務教育学校である。

## 概要
大分市中心部の大分市立碩田中学校、大分市立荷揚町小学校、大分市立中島小学校及び大分市立住吉小学校の中学校1校、小学校3校を統合して設立された。大分県で初めての義務教育学校であり、大分市で初めての施設一体型小中一貫教育校でもある。
校名は、大分の古名である「碩田国」（おおきたのくに）に由来する。『豊後国風土記』では、この古名は景行天皇が大分を訪れた際に「広大なる哉、この郡は。よろしく碩田国と名づくべし」として名付けたものとされる。

## 施設
校地は、隣接する旧碩田中学校及び旧住吉小学校の校地を利用しており、このうち旧碩田中学校の校地に校舎及び小グラウンドが設けられる。小グラウンドは2017年度（平成29年度）の2学期から使用される予定で、1学期の体育の授業には校区内の弁天島公園が使用される。また、旧住吉小学校の校地には、大グラウンド、部室棟及び学校管理センターが設けられる。2017年度（平成29年度）に整備し、2018年（平成30年）4月から使用される予定である。敷地面積は、校舎側が21,973m2、大グラウンド側が15,386でm2で、合計37,299m2。
校舎は、校舎棟（S造6階建て）、文化芸術棟（S造3階建て）及びアリーナ棟（RC造3階建て）からなり、校舎棟とアリーナ棟の間にはアトリウムが設けられる。延床面積は21,711m2。6階建ての校舎棟は津波避難ビルの機能を有し、アリーナ棟3階には防災備蓄倉庫が設けられている。

## 経緯
2012年3月に策定された「大分市立小中学校適正配置基本計画」では、荷揚町小学校、中島小学校、住吉小学校を統合して新設校を建設するとともに、碩田中学校との小中一貫教育の充実を図るという方向性が示された。2014年2月25日には、大分市教育委員会が、3小学校を統合して、隣接する碩田中学校及び住吉小学校の校地に、2017年4月に施設一体型小中一貫校を開校することを決定した。
2016年6月には、この新設校を大分県初の義務教育学校とすること、校名を大分市立碩田学園とすることが決定された。

## 通学区域
芦崎、泉町、寿町、城崎町1-3丁目、新川西、新川町1-2丁目、末広町1丁目、住吉町1-2丁目、碩田町1-3丁目、高砂町、中央町1-4丁目、千代町1-4丁目、豊海1-5丁目、中島中央1-3丁目、中島西1-3丁目、中島東1-3丁目、荷揚町、浜町東、府内町2-3丁目、弁天1-3丁目、都町1-4丁目、豊町1-2丁目